# Chinezen in Rusland
Het aantal Chinezen in Rusland werd in 2004 geschat tussen de tweehonderdduizend en de  vierhonderdduizend. Bij de Russische volkstelling van 2002 werden maar 34.578 etnische Chinezen geteld en bij die van 2010 slechts 29.000. Volgens de OCAC van Republiek China waren er 998.000 Chinezen in het land.
Veel Chinese migranten wonen maar tijdelijk in Rusland om handel te drijven. Van de Chinese gemeenschap in de hoofdstad Moskou zijn een meerderheid migranten die het niet als een tijdelijk verblijf zien. De grootste concentraties Chinezen zijn te vinden in de hoofdstad en in het Russische Verre Oosten. In de hoofdstad en in Sint-Petersburg bevindt zich een lokale Chinese buurt.
Xenofobie onder veel etnische Russen maakt het leven van veel immigranten moeilijk. Er worden regelmatig racistische moorden gepleegd. Het groeiende aantal Chinese immigranten baart sommige Russen ernstige zorgen.

## Geschiedenis
Eind 19e eeuw vluchtten vele Hui-Chinezen naar Centraal-Azië, toentertijd van het Russische Rijk, na een mislukte opstand tegen de Mantsjoes. Zij werden Dungan genoemd.
Bij de volkstelling van het Russische Verre Oosten in 1897 werden 57.459 mensen geteld die een van de Chinese talen spraken. 74,5% van hen leefden in de kraj Primorje. Toen de Sovjet-Unie was opgericht kwamen veel Chinese studenten naar Moskou om te studeren. De zoon van Chiang Kai-shek, Chiang Ching-kuo, was een van de studenten. Ook Liu Shaoqi studeerde in Moskou. Er bestond van 1925 tot 1930 de Moskouse Sun Yat-sen Universiteit.
Eind jaren tachtig van de 20e eeuw begonnen veel Chinezen in Rusland te werken als contractarbeiders.
Abazijnen ·
Abchaziërs ·
Achvachen ·
Adygeeërs ·
Aino ·
Aleoeten ·
Aljoetoren ·
Altaj (Oirot) ·
Andi ·
Armeniërs ·
Avaren ·
Azerbeidzjanen·
Balkaren ·
Baraba ·
Basjkieren ·
Bergjoden ·
Boerjaten ·
Chakassen ·
Chanten ·
Chinezen ·
Dargienen ·
Dolganen ·
Enetsen ·
Evenen ·
Evenken ·
Georgiërs ·
Grieken ·
Ingoesjen ·
Ingriërs ·
Itelmenen ·
Jakoeten ·
Joden ·
Joekagieren ·
Joepiken ·
Kabardijnen ·
Kalmukken ·
Kamtsjadalen ·
Karatsjajers ·
Kareliërs ·
Kazachen ·
Kereken ·
Ketten ·
Komi ·
Koreanen ·
Korjaken ·
Korjo-saram ·
Krim-Tataren ·
Lezgiërs ·
Mansen ·
Mari (Tsjeremissen) ·
Meschetische Turken ·
Mordwienen ·
Nanai ·
Negidalen ·
Nenetsen (Joeraken) ·
Nganasanen ·
Nivchen (Giljaken) ·
Nogai ·
Oedegen ·
Oedmoerten ·
Oekraïners ·
Oeltsjen ·
Oezbeken ·
Oroken ·
Orotsjen ·
Osseten ·
Polen ·
Pomoren ·
Rusland-Duitsers (inclusief Wolga-Duitsers) ·
Russen ·
Samen (Lappen) ·
Selkoepen ·
Sjoren ·
Sojoten ·
Tabassaranen ·
Perzen (Tadzjieken) ·
Taten ·
Teleoeten ·
Tofalaren ·
Tsachoeriërs (Caxur) ·
Tsjerkessen ·
Tsjetsjenen (Noxchi) ·
Tsjoektsjen ·
Tsjoelymen ·
Tsjoevanen ·
Tsjoevasjen ·
Turkmenen ·
Toevanen ·
Wepsen ·
Belarussen (Wit-Russen) ·
Wolga-Tataren ·
Woten